# Estação Gregorio Urbano Gilbert
A Estação Gregorio Urbano Gilbert é uma das estações do Metrô de Santo Domingo, situada em Santo Domingo Norte, entre a Estação Mamá Tingó e a Estação Gregorio Luperón. Administrada pela Oficina para el Reordenamiento del Transporte (OPRET), faz parte da Linha 1.
Foi inaugurada em 29 de janeiro de 2009. Localiza-se no cruzamento da Avenida Hermanas Mirabal com a Rua 6.